# Harry Partch

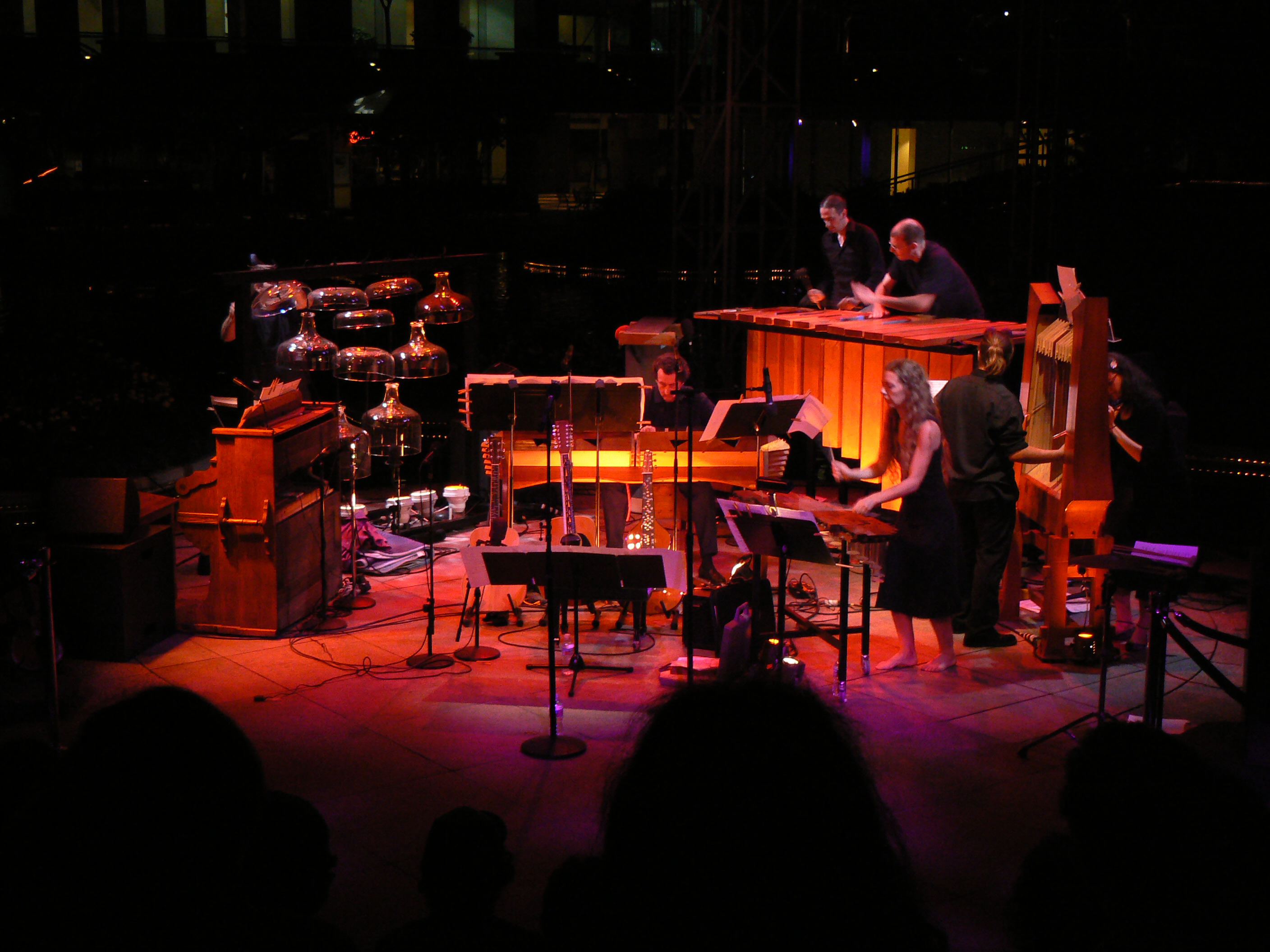

Harry Partch (Oakland, California, 24 de junio de 1901 - San Diego, California, 3 de septiembre de 1974) fue un compositor e inventor de instrumentos estadounidense. Fue uno de los primeros compositores del siglo XX en utilizar sistemáticamente  escalas microtonales. Muchas de sus obras están escritas para instrumentos que él mismo construía.

## Biografía

### Niñez y juventud
Sus padres eran misioneros presbiterianos. Partch nació poco después de que sus padres huyeran de la Rebelión de los Bóxers de China. Pasó su infancia en poblaciones pequeñas y remotas de Arizona y Nuevo México y creció escuchando canciones en chino mandarín, español y en las lenguas indias de esas regiones. Aprendió a tocar el clarinete, el armonio, la viola, el piano y la guitarra. Comenzó a componer a edad muy temprana utilizando la escala cromática habitual en la música occidental, aunque posteriormente quemó todas sus obras de esta época al sentirse muy insatisfecho con los sonidos que obtenía con ella, que no se adecuaban a sus necesidades expresivas ni a sus ideas musicales. Partch llegó a la conclusión de que necesitaba nuevos instrumentos (que inventó y construyó él mismo) e intérpretes adecuados para ellos. Su primer instrumento fue el monófono (más tarde conocido como «viola adaptada»). 

### Viaje a Europa. Encuentro con Yeats
Viajó a Europa con una beca para estudiar música y conocer al poeta William Butler Yeats, al que pidió permiso para escribir una ópera basada en su traducción al inglés del Edipo Rey de Sófocles. Partch tocó el monófono mientras Yeats recitaba By the Rivers of Babylon («Por los ríos de Babilonia»); después, transcribió con exactitud las inflexiones de los actores del Abbey Theatre mientras recitaban Edipo. Yeats le dio su permiso para la adaptación entusiasmado: Una obra escrita de esta manera, con este instrumento maravilloso y con esta clase de música, será realmente sensacional.

### Regreso a EE. UU.
Partch comenzó a construir instrumentos para su ópera, pero se agotó el dinero de su beca y debió regresar a Estados Unidos en plena crisis de la Gran Depresión económica. Su situación fue tan precaria que Partch llegó a vivir como un vagabundo en los trenes (forma de vida que en inglés se conoce como freighthopping). También trabajó en cualquier empleo que le ofrecieran. Vivió de esta manera durante diez años, escribiendo sus experiencias en un diario íntimo que tituló Bitter Music («Música amarga»). Frecuentemente llevaba al pentagrama las alturas e inflexiones particulares del habla de las personas que iba encontrándose. Esta técnica compositiva 
(que ya había sido utilizada siglos antes por la Camerata Florentina y por autores como Berlioz, Músorgski, Debussy, Schönberg o Leoš Janáček y que posteriormente a Partch empleará también Steve Reich) se convertirá en la forma más habitual de composición de Harry Partch de las partes vocales de sus obras.

### Años 40

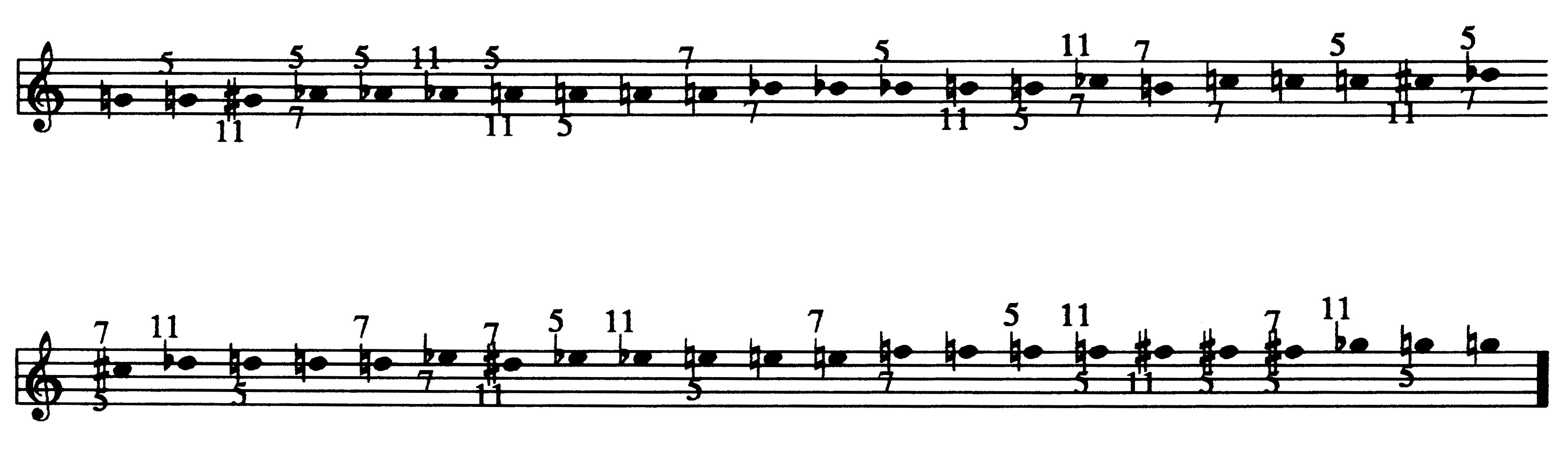
Ejemplo del sistema armónico de Harry Partch.

En 1941, Partch compuso Barstow, una obra que tomaba como texto distintos grafitis que había visto pintados en los quitamiedos de una autopista en Barstow (California). De esta obra, originalmente concebida para voz y guitarra, Partch hizo distintas versiones a lo largo de su vida, según crecía su colección de instrumentos.
En 1943, tras recibir una beca de la Guggenheim Foundation, pudo dedicar más tiempo a la composición y recuperó su proyecto de ópera sobre Edipo. Sin embargo, los herederos de Yeats le negaron el permiso para utilizar la traducción del poeta (fallecido en 1939) y Partch tuvo que traducirlo él mismo (actualmente se puede interpretar la música de Partch con el texto de Yeats, cuyos derechos han prescrito y ha pasado a ser de dominio público). 
Partch pasó una temporada en Ithaca (Nueva York), donde comenzó su obra US Highball, una evocación musical de sus tiempos de vida en los ferrocarriles durante el tiempo de la Gran Depresión. 
Desde 1923, Partch había estado trabajando en un libro que finalmente se publicó en 1949 con el título de Genesis of a Music («Génesis de una música»). Es una reflexión sobre su propia música, con artículos sobre teoría musical y diseño de instrumentos. Se considera este libro como un texto fundamental sobre la teoría musical de microtonalismo. En él expone su concepto de corporeality («corporeidad»): la fusión de todas las formas artísticas en un único cuerpo.

### Últimos años
Partch escribió la «danza satírica» The Bewitched, y Revelation in the Courthouse Park («Revelación en el jardín de la Audiencia»), obra basada en gran parte en Las Bacantes de Eurípides. Delusion of the Fury («La ilusión de la Furia») (1969) está considerada su obra más importante. 
Partch creó su propia discográfica, Gate 5, con la que distribuyó la grabación de sus obras. Al final de su vida, Columbia Records realizó la grabación de alguna de sus composiciones (entre otras, de Delusion of the Fury), lo que sirvió para aumentar la atención hacia su otra. Sin ser un compositor que haya alcanzado gran popularidad, su nombre es muy conocido entre los músicos contemporáneos (especialmente entre los interesados en el microtonalismo), es famoso por su escala de cuarenta y tres tonos (aunque él utilizó en sus obras otras muchas escalas) y está considerado como uno de los autores más significativos del siglo XX.
Partch murió en 1974 por un infarto agudo de miocardio. Era tío del dibujante humorístico Virgil Franklin Partch.

## Los instrumentos de Harry Partch

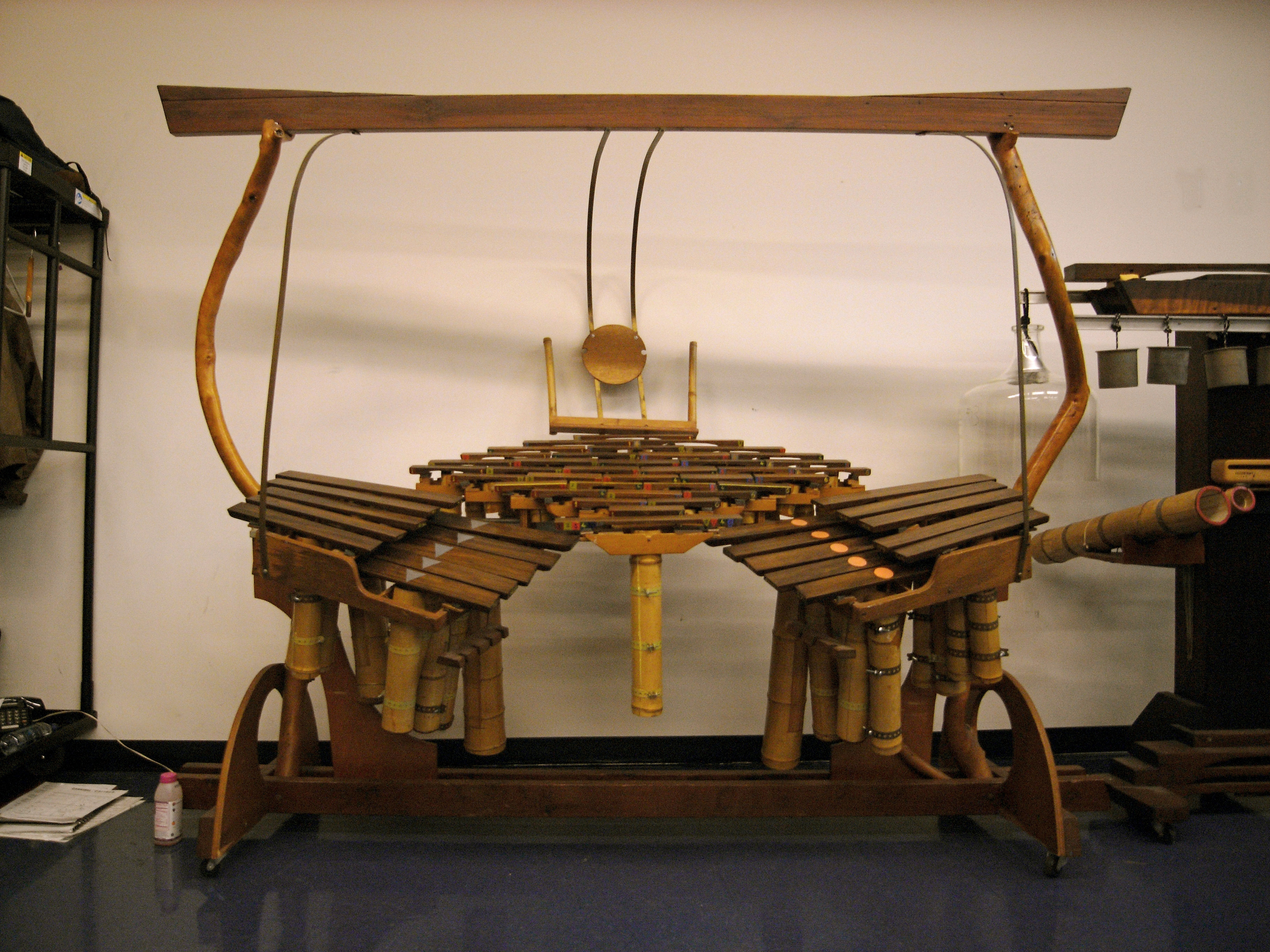
Quadrangularus Reversum, Harry Partch.

Harry Partch modificó instrumentos ya existentes e inventó otros nuevos. Se definía a sí mismo como «un seducido músico-filósofo dentro de una carpintería».

### Instrumentos «adaptados»
Sus instrumentos «adaptados» incluyen la viola adaptada (una viola con el mástil de un violonchelo para permitir una entonación más exacta) y la guitarra adaptada (donde se sustituye la afinación tradicional por otra más compleja). También modificó los tubos del armonio y clasificó las llaves con colores. Al primer armonio creado así lo llamó ptolomeo, en honor a los estudios de Claudio Ptolomeo sobre la escala musical. El resto de armonios modificados recibieron el nombre de cromelodeones, de «cromo» (color) y «melodeón» (órgano).

### Instrumentos inventados
Partch diseñó y construyó los siguientes instrumentos:
- La Diamond Marimba: es una marimba afinada en la llamada «tonalidad diamante».
- El Quadrangularis Reversum invierte la disposición de las teclas de la Marimba Diamante.
- La Bass Marimba y la Marimba Eroica no se alejan tanto de los modelos tradicionales.
- LaMazda Marimba está construida con bombillas del tipo «Mazda» (comercializadas en Estados Unidos por General Electric y otras compañías). Partch juega con este nombre comercial para homenajear al dios supremo del zoroastrismo, Ahura Mazda.
- La Boo es una marimba fabricada con bambú.
- El Spoils of War y el Gourd Tree with Cone Gongs son dos ejemplos de sus muchos instrumentos de percusión construidos con material de desecho; el Spoils of War incluye un juego de proyectiles de artillería afinados.
- El Cloud Chamber Bowls está formado por esferas de cristal procedentes de una cámara de niebla, suspendidas en un marco.
- El Zymo-Xyl (nombre procedente de las palabras griegas «fermentation» y «madera») es un xilófono al que añadió botellas de licor afinadas y tapacubos. (Partch se lamentaba de no conocier ninguna palabra griega para «tapacubos»).
- El Kitharas (del griego kithara, cítara) es uno de los instrumentos más característicos de Partch. Se trata de un conjunto enorme de instrumentos de cuerda colocados en posición vertical, afinados con barras deslizantes de pyrex. Para tocarlo se utilizan macillos.
- Las Harmonic Canons (de la misma raíz que qanun, instrumento de cuerda tradicional árarbe) son unas cítaras dotadas de un complejo sistema de puentes.

### Destino de la colección tras la muerte de Partch
En 1990, el ensembre de música contemporánea Newband del compositor Dean Drummond se hizo cargo de la colección de instrumentos de Partch y frecuentemente interpreta con ellos obras de Partch o estrena nuevas piezas encargadas ex profeso a compositores contemporáneos. A partir de 1999 la colección de instrumentos está depositada en el Harry Partch Instrumentarium de la Montclair State University en Montclair (Nueva Jersey). En 2004 se construyó en el campus el Teatro Alexander Kasser. Allí, a lo largo del año, se pueden escuchar estos instrumentos en los conciertos de la Newband y del Ensemble Harry Partch de la Montclair State University.

### Réplicas de los instrumentos de Partch
Muchos artistas han construido réplicas de los instrumentos de Partch, como John Schneider, director del Festival de Música Microtonal «MicroFest». Su ensemble West Coast posee réplicas de Kitharas, Cloud-Chamber Bowls, guitarras adaptadas, violas adaptadas, Diamond Marimba, Bass Marimba, Hypo-Bass, Chromelodeon y dos Harmonic Canons.

## Catálogo de obras
Works in equal temperament, incl. pf conc., sym. poem, c50 songs, 1910s–20s,
destroyed 1930
| Año        | Obra | Estreno                                  |
| ---------- | --- | ---------------------------------------- |
| 1925-27 c. | String Quartet, para 2 violines, viola y violonchelo. (perdido) | -                                        |
| 1929       | My Heart Keeps Beating Time, equal temperament (L. Yoell), para voz y piano (rev. en 1935, en «Bitter Music») | -                                        |
| 1930-33    | 17 Lyrics of Li Po (texto del Shigeyoshi Obata: The Works of Li Po), para viola adaptada y voz entonada. | San Francisco, 9 Feb 1932                |
| 1931       | By the Rivers of Babylon (Psalmo CXXXVII), para voz y viola adaptada (rev. final 1955, para voz, vc, kithara II, hromelodeon) | San Francisco, 9 Feb 1932                |
| 1931       | The Potion Scene (de Romeo y Julieta, de W. Shakespeare), para voz y viola adaptada (rev. en 1955 para voz, 2 sopranos, violonchelo e instrumentos originales) | San Francisco, 9 feb 1932                |
| 1932       | The Lord is My Shepherd (Psalmo XXIII), para voz y viola adaptada (rev. en 1943 para voz, chromelodeon y kithara). | San Francisco, 9 Feb 1932                |
| 1941       | Barstow: Eight Hitchhiker Inscriptions from a Highway Railing at Barstow, California, 1v, adapted gui (rev. final en 1968 para 2 voces e instrumentos originales) [Ciclo The Wayward I. December, 1942) | Nueva York, 22 de abril de 1944          |
| 1942-43    | 3 Settings [I. Come Away, Death (Shakespeare: Twelfth Night); II. The Heron (Tsuryuki, trad. A. Waley); III. The Rose (E. Young)], para voz y guitarra adaptada [n.º 2–3 rev., para voz e instrumentos originales, en «Intrusions» Dark Brother (T. Wolfe: God's Lonely Man), Bar, adapted va, chromelodeon, kithara, Indian drum (rev., addl bass mar, después de 1951)                 | Madison, WI, 3 de mayo de 1945           |
| 1942-43    | Mad Scene (del Rey Lear, de Shakespeare), para voz, chromelodeon y kithara (perdido) | -                                        |
|            | US Highball: a Musical Account of a Transcontinental Hobo Trip (Texto: Partch), para voces, gui I, kithara, chromelodeon. (rev. en 1955 para 2 voces y largo conjunto de instrumentos originales) [Ciclo The Wayward II] | Nueva York, 22 de abril de 1944          |
| 1943       | San Francisco: a Setting of the Cries of Two Newsboys on a Foggy Night in the Twenties, para voz, viola adaptada, chromelodeon y kithara (rev. en 1955 para voz, vc, kithara II, chromelodeon) [Ciclo The Wayward III] | 22 de abril de 1944                      |
| 1943       | The Letter: a Depression Message from a Hobo Friend, para voz, guitarra adaptada y kithara (final rev. en 1972, para voz y gran conjunto de instrumentos originales) [Ciclo The Wayward IV] |                                          |
| 1944       | 2 Settings from Finnegans Wake (J. Joyce) [I. Isobel; II. Annah the Allmaziful], para soprano, double flageolet/2 fl, kithara. | Madison, 7 de marzo de 1945              |
| 1944       | Y[ankee] D[oodle] Fantasy (Partch), para soprano, tin flutes, tin oboe, flex-a-tones y chromelodeon. | Nueva York, 22 de abril de 1944          |
| 1945       | I'm very happy to be able to tell you about this … (W. Ward, BBC transcr.), para soprano, barítono, kithara, Indian drum (perdido). | Madison, 3 de mayo de 1945               |
| 1945       | Polyphonic Recidivism on a Japanese Theme (The Crane), equal temperament, SATB. | -                                        |
| 1946-50    | [11] Intrusions [incluye: Study on Olympos' Pentatonic, Study on Archytas' Enharmonic, The Waterfall (Young), The Street (W. Motley: Knock On Any Door), Lover (G. Leite), Soldiers–War–Another War (G. Ungaretti, trans. W.F. Weaver), Vanity (Ungaretti, trans. Weaver), Cloud Chamber Music], para voz e instrumentos originales (la última pieza con coro e Indian deer-hoof rattle) |                                          |
| 1949-50    | Sonata Dementia (Texto: Partch), para voz y conjunto instrumental (rev. como «Ring Around the Moon») |                                          |
| 1950       | The Wooden Bird (incid. music, W. Leach), para voz y conjunto instrumental (en colab. con B. Johnston). | Charlottesville, VA, 10 de enero de 1951 |
| 1952       | Plectra and Percussion Dances: Castor and Pollux, a Dance for the Twin Rhythms of Gemini, para ensemble (rev. 1968) |                                          |
| 1952-53    | Ring Around the Moon, a Dance Fantasm for Here and Now (Textos: Partch), para barítono y ensemble. |                                          |
| 1949-52    | Even Wild Horses, Dance Music for an Absent Drama (A. Rimbaud: A Season in Hell), para barítono y gran conjunto de instrumentos originales | Berkeley, CA, 19 Nov 1953                |
| 1951       | King Oedipus (1 escena, según W.B. Yeats, según Sofocles), 10 voces solistas, coros y gran conjunto de instrumentos originales. (iniciada la composición en 1933) (rev. como «Oedipus» (Partch and J. Churchill, según Sofocles), 1952–4; Oakland, 2 de junio de 1954; rev. final, 1967; Nueva York, 24 de abril de 1997)                                                                | Oakland, CA, 14 de marzo de 1952         |
| 1954-55    | 2 Settings from Lewis Carroll [I. O Frabjous Day!, The Mock Turtle Song, para voz e instrumentos originales; II. Ulysses at the Edge, para voces, tpt, db, model skindrums, boo] (rev. finalen 1961-62, para voces, a sax, bar sax e instrumentos originales) (añadido al ciclo «The Wayward»).                                                                                          | Mill Valley, CA, 13 Feb 1951 (n.º 1)     |
| 1955-56    | The Bewitched (dance satire, 1, Partch), para soprano, coro, bailarines y gran conjunto de instrumentos originales y tradicionales. | Urbana, IL, 26 de marzo de 1957          |
| 1958       | Música para la película Windsong (dir. M. Tourtelot), gran conjunto de instrumentos originales. (rev. en 1967 como Daphne of the Dunes (dance). | -                                        |
| 1959-60    | Revelation in the Courthouse Park (1 escena, según as Bacantes de Euripides), para 16 voces solistas, 4 narradores, coros, bailarines y gran conjunto de instrumentos originales y tradicionales. | Urbana, 11 de abril de 1961              |
| 1961       | Bless This Home (texto: Vincenzo Prockelo), para intoning voice, oboe e instrumentos originales. | -                                        |
| 1961       | Rotate the Body in all its Planes (ballad for gymnasts, based on Revelation in the Courthouse Park, Chorus 3), para soprano, coros, y gran conjunto de instrumentos originales y tradicionales. | Urbana, 8 de abril de 1962               |
| 1961       | Water! Water! (satirical ‘intermission’, 2 escenas, texto de Partch), para voces solistas, coros, y gran conjunto de instrumentos originales y tradicionales. | Urbana, 9 de marzo de 1962               |
| 1961       | Jine the Calvary (trad.), para voz e instrumentos originales. | -                                        |
| 1963-64    | Study, harmonic canon I and kithara I. | -                                        |
| 1963-66    | And on the Seventh Day Petals Fell in Petaluma, para gran conjunto de instrumentos originales (rev. 1966) | Los Angeles, 8 de mayo de 1966           |
| 1965-66    | Delusion of the Fury: a Ritual of Dream and Delusion (en dos escenas; texto de Partch, según textos trad. jap. y africanos), para actores, coros, bailarines y gran conjunto de instrumentos originales y pequeños instrumentos de mano. | Los Angeles, 9 de enero de 1969          |
| 1972       | Música para la película The Dreamer that Remains: a Study in Loving (dir. S. Pouliot), para narrating/intoning voice, coros y quince instrumentos originales. | La Jolla, CA, 25 de marzo de 1973        |

### Partch Diamante

Harry Partch: Partch Diamante 2.

```
         7/4
      3/2   7/5
   5/4   6/5   7/6
1/1   1/1   1/1   1/1
   8/5   5/3   12/7
      4/3   10/7
         8/7
```

## Discografía
- Enclosure II: Harry Partch (Early Speech-Music works) (Innova 401)
- Enclosure V: Harry Partch (On a Greek Theme) (Innova 405)
- Enclosure VI: Harry Partch (Delusion of the Fury) (Innova 406
- The Seventeen Lyrics of Li Po (Tzadik, 1995).
- Harry Partch: Delusion of the Fury. A Ritual of Dream and Delusion (Wergo, 2022).[1]

## Vídeos
- "Enclosure I: Harry Partch" (Innova 400, VHS). Cuatro películas de Madeline Tourtelot
- "Enclosure IV: Harry Partch" (Innova 404, VHS) Delusion, Music of HP
- "Enclosure VII: Harry Partch" (Innova 407, DVD) Delusion, Dreamer, Bonus Album, Revelation
- 1995 - Musical Outsiders: An American Legacy - Harry Partch, Lou Harrison, and Terry Riley. Dirigido por Michael Blackwood.